# Ремез блідий
Ремез блідий (Anthoscopus musculus) — вид горобцеподібних птахів родини ремезових (Remizidae).

## Поширення
Вид поширений в Східній Африці. Він трапляється в Ефіопії, Кенії, Сомалі, Південному Судані, Танзанії та Уганді.

## Опис
Дрібний птах завдовжки до 8 см (один з найменших птахів Африки).

## Спосіб життя
Ремез блідий мешкає у сухих саванах та рідколіссях. Живиться комахами та ягодами.